# Parapinnixa affinis
Parapinnixa affinis је животињска врста класе Crustacea која припада реду Decapoda и фамилији Pinnotheridae. 

## Угроженост
Ова врста се сматра угроженом.

## Распрострањење
Сједињене Америчке Државе су једино познато природно станиште врсте.
ФАО рибарска подручја (енг. FAO marine fishing areas) на којима је ова врста присутна су у источном централном Пацифику.

## Станиште
Станиште врсте су морски екосистеми.